# 帕特里克·穆爾
帕特里克·阿爾弗雷德·科德韋爾-穆爾爵士，CBE、FRS、FRAS（英語：Sir Patrick Alfred Caldwell-Moore，1923年3月4日—2012年12月9日），英國業餘天文學家，他以作家、研究員、電台評論員和電視節目主持人的身分在天文界有突出地位。

## 天文學生涯
穆爾曾擔任英國天文協會（British Astronomical Association）會長，並且是大众天文协会（Society for Popular Astronomy，SPA）的其中一位創辦人和前會長，也是電視史上同由一名主持人主持的最長的節目，英国广播公司播放的《仰望夜空》的主持人。作為一位業餘天文學家，穆爾因為是觀測月球的專家和建立科德韦尔深空天体表而聞名。他的快速措詞和戴單片眼鏡的特質使他在英國電視圈成為一位流行且可以立刻辨識的角色。
穆爾认为自己是世界上唯一一个同时见过第一个飞上天空的奥维尔·莱特、第一位太空人尤里·加加林和第一位登月者尼尔·阿姆斯特朗的人。
他編制了科德韦尔深空天体表，包含109個星團、星雲和星系，供業餘天文學家觀測。 1982年，小行星2602以他的名字命名。
1986年2月，他在《仰望夜空》中播出了哈雷彗星接近的特別節目。然而，他後來表示，BBC資金更充足的地平線團隊「對該計劃進行了徹底的破壞。」
1998年1月，一場龍捲風摧毀了穆爾花園天文台的一部分；它隨後被重建。1998年，穆爾發起反對關閉格林威治皇家天文台的運動，但沒有成功。摩爾最喜歡的《仰望夜空》中涉及日食的劇集，他說，「自然界中沒有任何東西可以與日全食的榮耀相媲美。」

## 其他事業
穆爾也是一位自學的木琴和鋼琴演奏者，還是一位有成就的作曲家，並且曾經是業餘的板球、高爾夫球員和西洋棋士。除了他所著的許多科學普及書籍以外，他還寫了許多的小說，並且是1990年代電視影集《GamesMaster》的主持人。穆爾是獵狐的反對者，並且對歐盟直言不諱批評，也曾經在短命的反移民政黨聯合郊野黨轉變成英國獨立黨的輔助政黨之前擔任過該黨主席。穆爾在第二次世界大戰期間服役於英國皇家空軍，擔任少尉，未婚妻在戰爭中喪生。他從未結婚，無子女。

## 著作
《火星任務》，1955年兒童文學類科學幻想長篇小說

## 外部連結
- 帕特里克·穆爾在互联网电影资料库（IMDb）上的資料（英文）
- Biography （页面存档备份，存于） at the BBC website
- Bang! The Complete History of the Universe by Brian May, Patrick Moore and Chris Lintott （页面存档备份，存于）
- https://web.archive.org/web/20131126082711/http://movingimageco.com/The%20Astronomical%20Patrick%20Moore.html. DVD Autobiography of Sir Patrick Moore.
- Memorial Site[]